# 1765.
◄ | 17. stoljeće | 18. stoljeće | 19. stoljeće | ►
◄ | 1730-ih | 1740-ih | 1750-ih | 1760-ih | 1770-ih | 1780-ih | 1790-ih | ►
◄◄ | ◄ | 1762. | 1763. | 1764. | 1765. | 1766. | 1767. | 1768. | ► | ►►
Arhitektura • Astronomija • Biologija • Glazba • Kazalište • Kemija • Kiparstvo • Knjige • Književnost • Kršćanstvo • Medicina • Politika • Pravo • Promet • Slikarstvo • Znanost

## Događaji
- Utemeljene su prve šumarije (Krasno, Oštarije i Petrova gora).

## Rođenja
- 27. ožujka – Franz Xaver von Baader, njemački filozof († 1841.)
- 21. kolovoza – Vilim IV., engleski kralj († 1837.)
- 14. studenog – Robert Fulton, američki inženjer i izumitelj († 1815.)

## Smrti
- 15. travnja – Mihail Vasiljevič Lomonosov, ruski znanstvenik i pjesnik (* 1711.)
- 18. kolovoza – Franjo I. Stjepan, car Svetog Rimskog Carstva (* 1708.)
- 19. kolovoza – Axel Fredrik Cronstedt, švedski kemičar i otkrivač nikla (* 1722.)

## Vanjske poveznice
|  | Zajednički poslužitelj ima još gradiva o temi 1765. |